# Lândana
Lândana (auch Landana oder Cacongo) ist eine Stadt in der zu Angola gehörenden Exklave Cabinda. Die Stadt ist Hauptort des Landkreises Cacongo. Der Vogel Landana-Amarant ist nach dem Ort benannt.

## Geschichte
Unter der Portugiesischen Kolonialverwaltung hieß der Ort Vila Guilherme Capelo, nach dem portugiesischen General und Gouverneur Angolas Guilherme Augusto de Brito Capelo (1839–1926). Seit 1941 war die Kleinstadt (Vila) Sitz eines Kreises. Nach der Unabhängigkeit Angolas 1975 legte der Ort seinen portugiesischen Ortsnamen ab und trägt seither seine heutige Bezeichnung.

## Wirtschaft
Der Chevron-Konzern fördert Öl im Tombua Landana-Feld im vorgelagerten Meer vor Lândana. Zudem gewinnt der Tourismus an Bedeutung, insbesondere die Strände Lândanas sind dabei zu nennen.

## Skulpturen
International bekannt sind die hiesigen Skulpturen des Bakongo-Volks. Sie werden aus Eisen, Elfenbein oder Holz hergestellt.
Skulpturen aus Lândana im World Museum Liverpool:

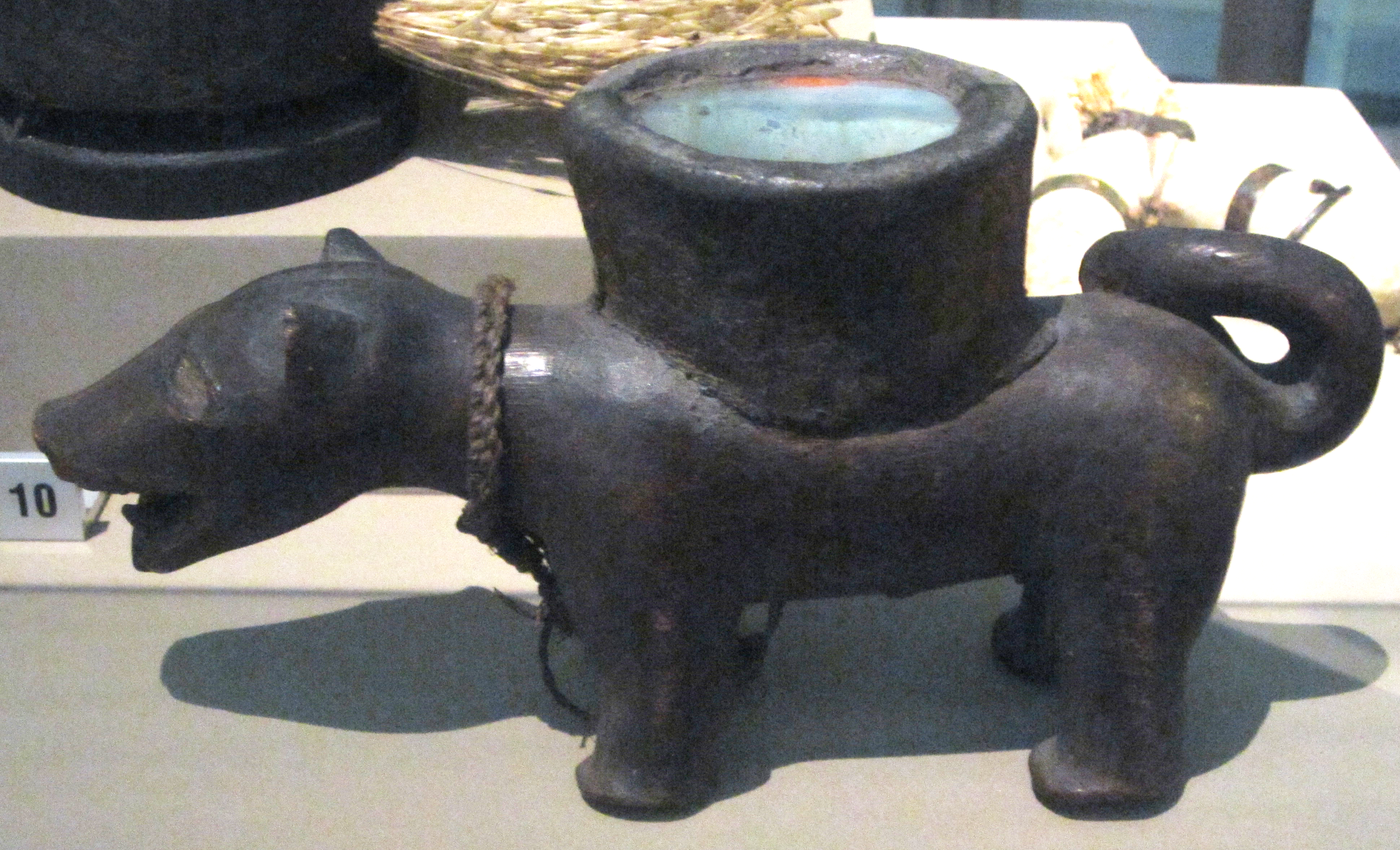
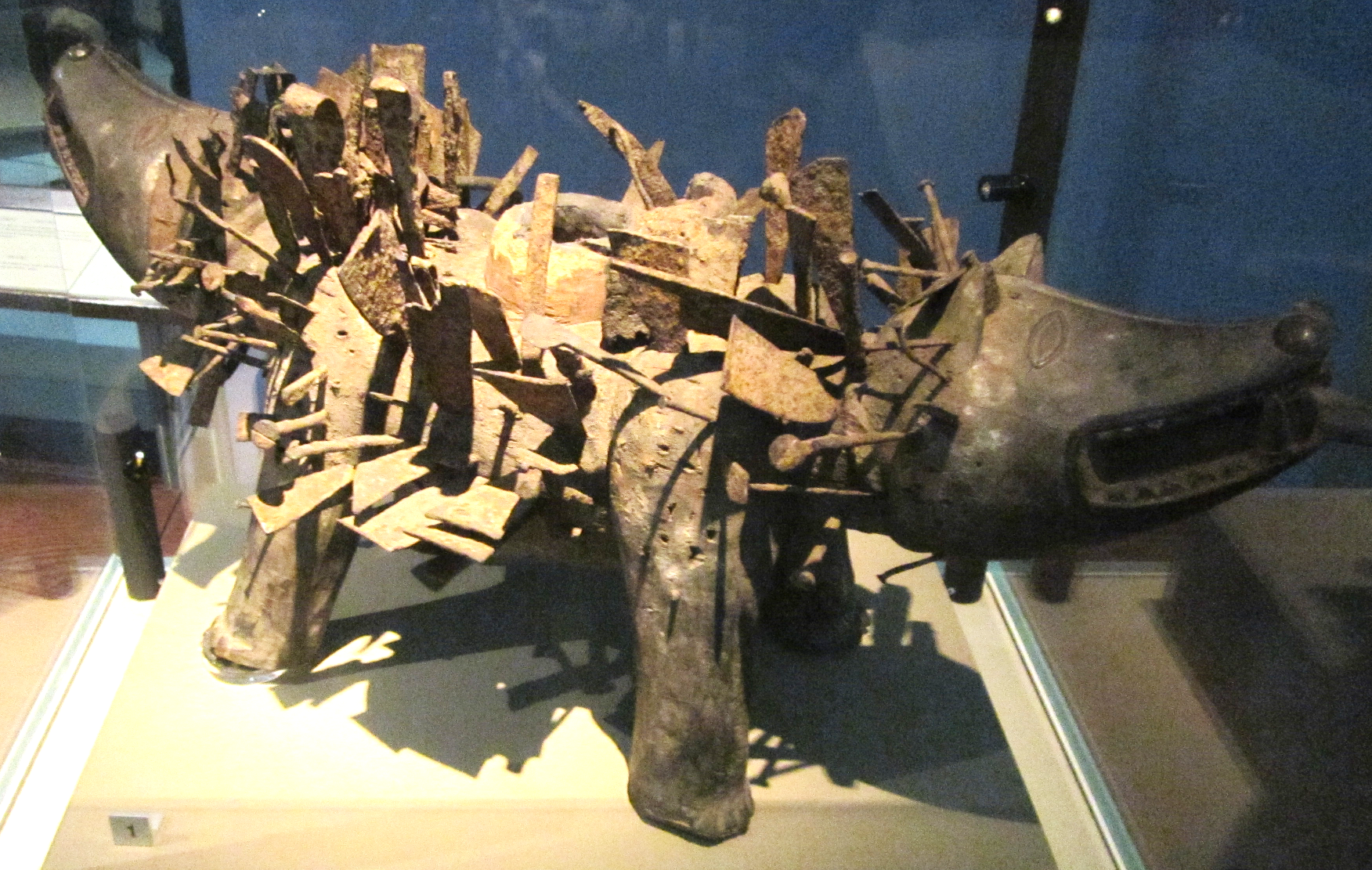
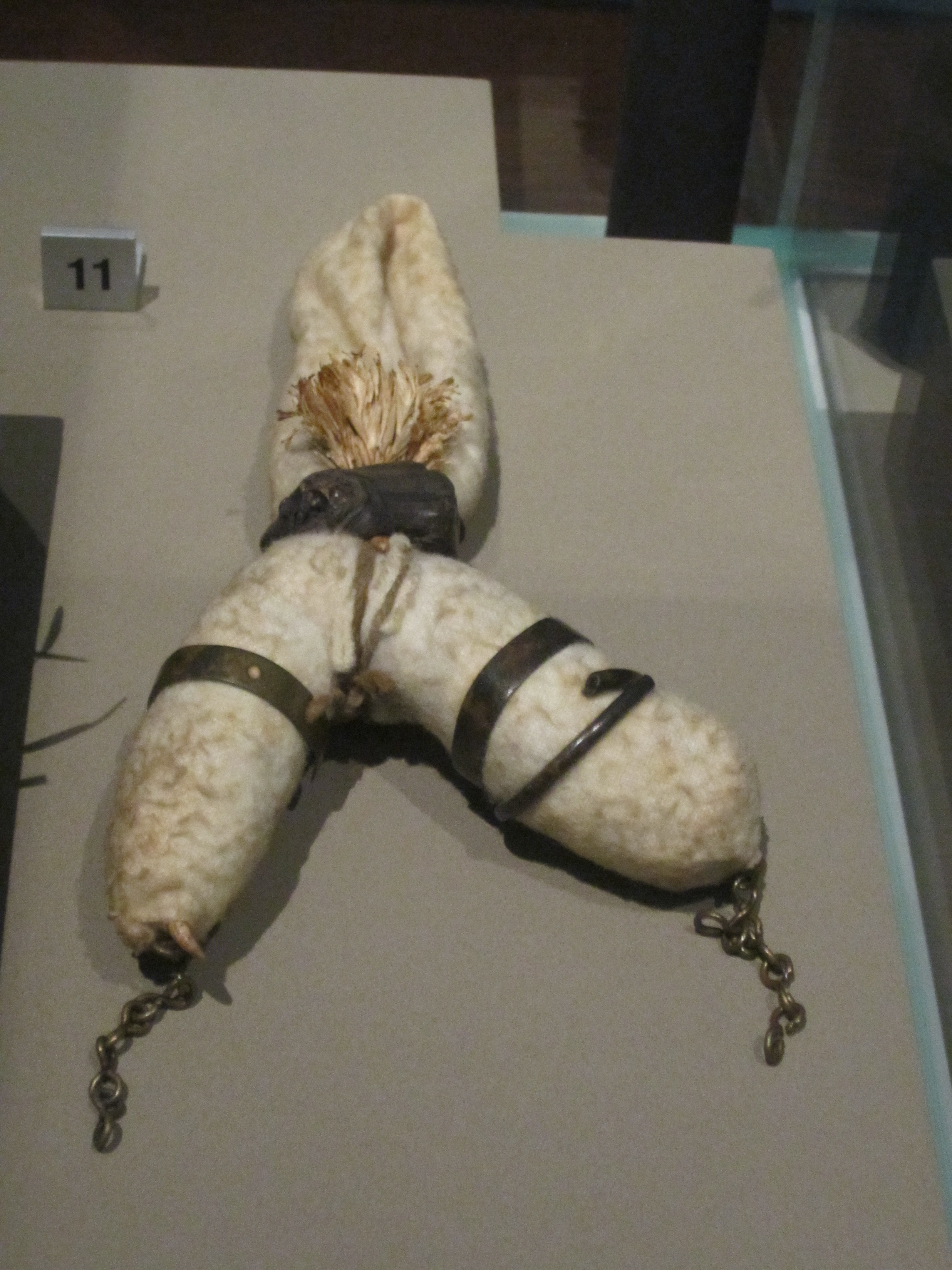